# Euchalcia cuprea
Euchalcia cuprea är en fjärilsart som beskrevs av Eugen Johann Christoph Esper 1787. Euchalcia cuprea ingår i släktet Euchalcia och familjen nattflyn. Inga underarter finns listade i Catalogue of Life.